# Генріх Пальс
Генріх Пальс (нім. Heinrich Pahls; 13 грудня 1919, Лангенфельд, Веймарська республіка — 14 серпня 2002, Портленд, США) — німецький офіцер-підводник, оберлейтенант-цур-зее крігсмаріне.

## Біографія
16 вересня 1939 року вступив на флот. З 1 червня 1941 по 28 вересня 1941 року пройшов курс підводника. З 8 грудня 1941 по грудень 1943 року — 2-й вахтовий офіцер на підводному човні U-511. З 6 грудня 1943 року — командир UIT-24, на якому здійснив 2 походи (разом 91 день в морі). 10 травня 1945 року інтернований японською владою. Після капітуляції Японії у вересні 1945 року взятий в полон союзниками.

## Звання
- Кандидат в офіцери (16 вересня 1939)
- Морський кадет (1 лютого 1940)
- Фенріх-цур-зее (1 липня 1940)
- Оберфенріх-цур-зее (1 липня 1941)
- Лейтенант-цур-зее (1 березня 1942)
- Оберлейтенант-цур-зее (1 жовтня 1943)

## Нагороди
- Нагрудний знак підводника (30 вересня 1942)
- Залізний хрест
  - 2-го класу (30 вересня 1942)
  - 1-го класу (серпень 1943)